# Josef Meissl der Ältere
Josef Meissl der Ältere (* 1730 in Asparn an der Zaya; † 14. April 1790 in Wien) war ein österreichischer Baumeister und Architekt.

## Leben
Josef Meissl stammte aus dem niederösterreichischen Asparn an der Zaya, wo er zunächst wahrscheinlich eine Lehre bei seinem Vater, einem Maurermeister, absolvierte. 1755 scheint er in Wien an der Akademie auf, wo er einige Kurse in Malerei, Bildhauerei und Baukunst besuchte. 1761 erfolgte die Aufnahme Meissls in die Wiener Baumeisterzunft. Er war aber auch in Poysdorf tätig und wurde 1767 Fürstlich Liechtensteinischer Baudirektor. Als Nachfolger Isidore Canevales wurde er 1887 zum Hofarchitekten des Fürsten Alois I. ernannt.

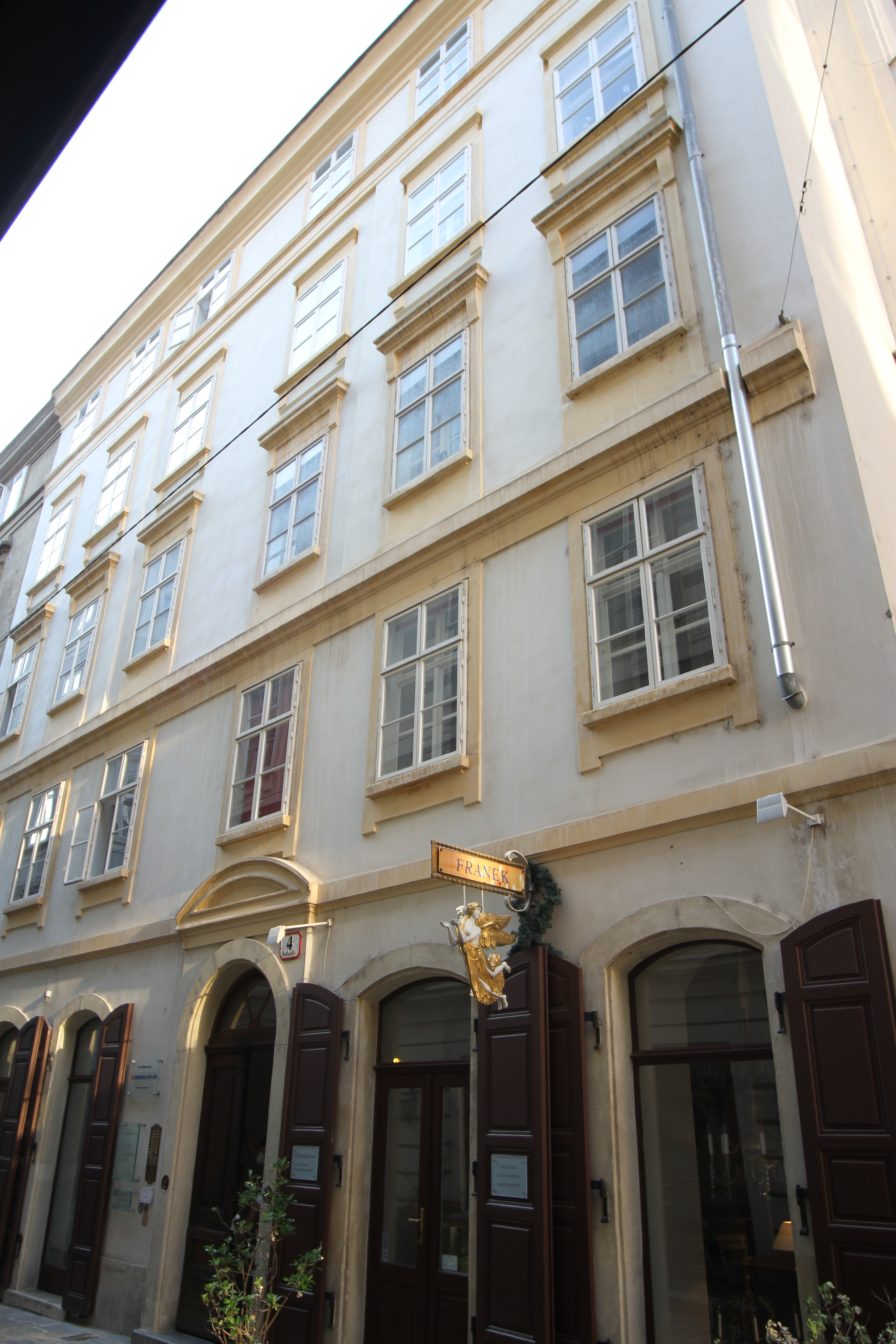
Ballgasse 4

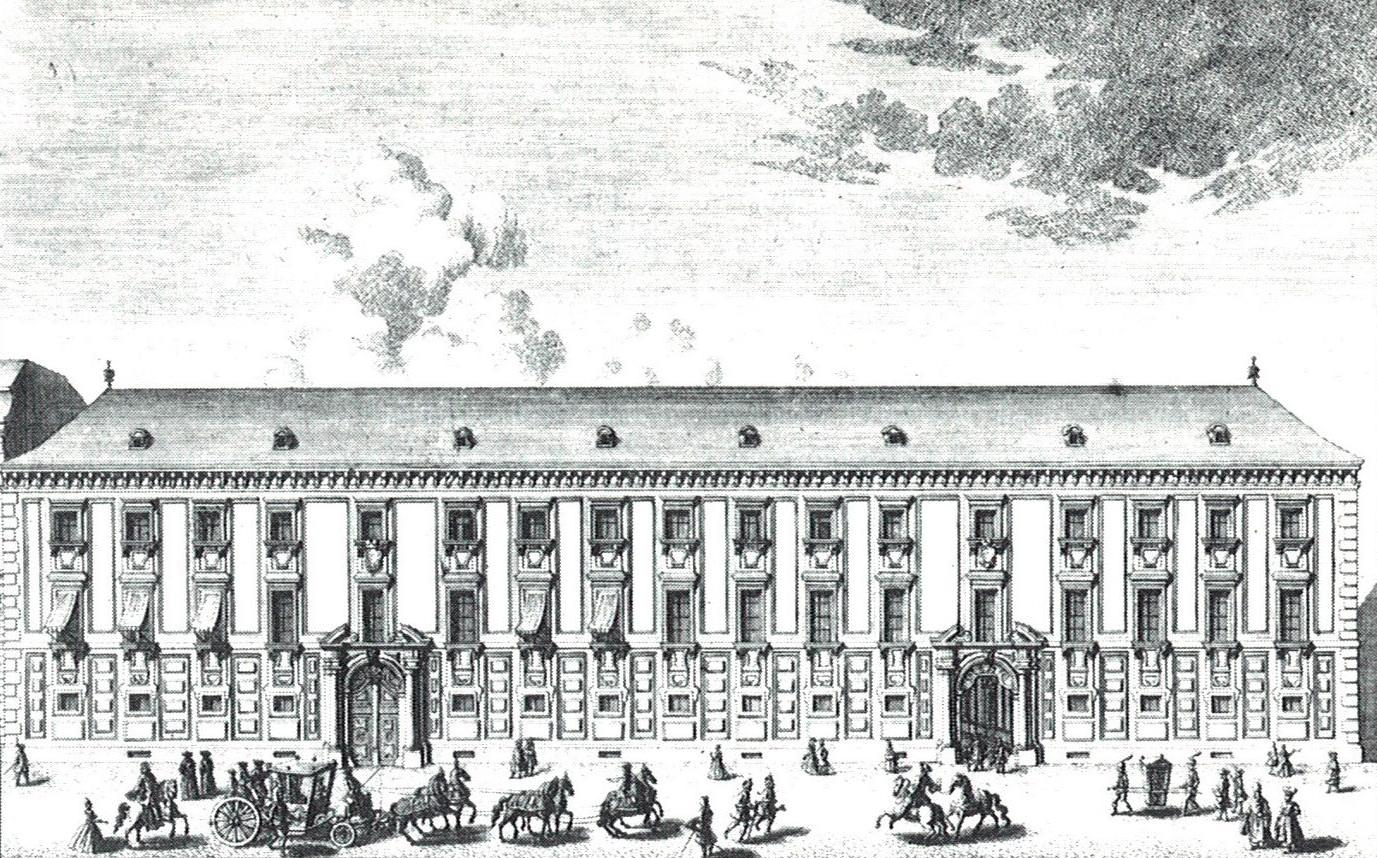
Palais Liechtenstein

Meissls Neffe war Joseph Hardtmuth, mit dem er auch öfters zusammenarbeitete. Unter den elf Kindern Meissls befand sich der gleichnamige Sohn Josef Meissl der Jüngere, der ebenfalls Baumeister wurde.

## Werk
Josef Meissl war sowohl als Baumeister, Architekt als auch als Bauunternehmer tätig. Als Spekulant errichtete er Häuser auf ihm gehörenden Baugrundstücken, wie dem Grund des ehemaligen Himmelpfortklosters in Wien. Ein großes Betätigungsfeld waren daneben auch Um- und Ausbauten bestehender älterer Gebäude. Stilistisch vertrat Meissl den Josephinischen Plattenstil, mit einfachen und zweckmäßigen Fassaden.
- Savoysches Damenstift, Johannesgasse 15, Wien 1 (1770–1772), Umbau
- Wohnhaus, Bräunerstraße 5, Wien 1 (1776), Veränderung; 1861 wieder umgebaut
- Paltisches Haus, Himmelpfortgasse 15, Wien 1 (1777), Stallbau, 1783 von ihm umgebaut
- Wohnhaus, Ballgasse 4, Wien 1 (1785), für Joseph Kühtreiber, Baugrundbesitzer war Meissl, unter Denkmalschutz
- Wohnhaus, Himmelpfortgasse 7 / Rauhensteingasse 7, Wien 1 (1786), Fassade überarbeitet, unter Denkmalschutz
- Wohnhaus, Himmelpfortgasse 11, Wien 1 (1786), Umbau, unter Denkmalschutz
- Grünsteidlhaus, Große Sperlgasse 2 / Kleine Sperlgasse 1a, Wien 2 (1788), später verändert
- Wohnhaus, Beatrixgasse 4, Wien 3 (1788), später verändert
- Palais Liechtenstein, Herrengasse 6–8, Wien 1 (an 1789), mit Joseph Hardtmuth, 1792 von diesem vollendet; 1913 und 1917 demoliert